# Kinbaku
Kinbaku (jap. 緊縛) – japońska sztuka wiązania, unieruchamiania, ozdabiania ciała liną. Wywodzi się bezpośrednio od starej (okres Edo: 1603–1867) techniki wojskowej hojōjutsu, w której stosowano liny do wiązania i torturowania jeńców.

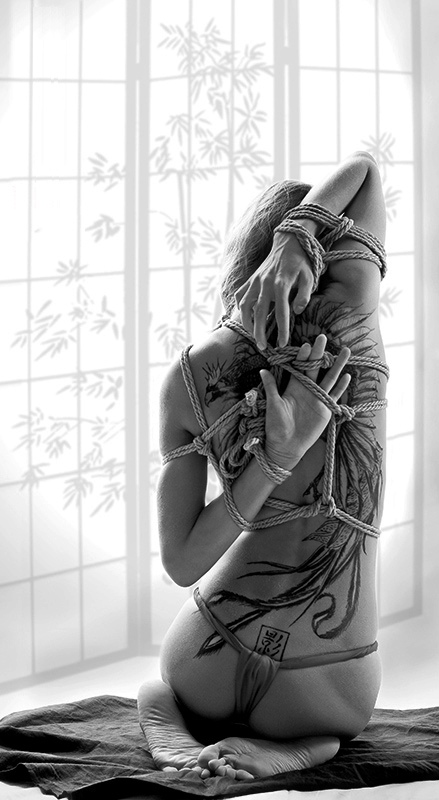
Shibari

Dzisiejsze kinbaku shibari, czyli wiązanie liną stosowane w celach erotycznych (a także jako forma sztuki wizualnej), jest łagodną formą tych tradycyjnych technik.

## Medytacyjny wymiar kinbaku
W kontekście rozwoju osobistego i pracy z ciałem, niektóre osoby opisują praktykę shibari jako formę uważności (mindfulness). Zarówno osoba wiążąca, jak i osoba wiązana mogą doświadczać głębokiego stanu skupienia, obecności w ciele i spokoju.
Osoba wiązana może doświadczać głębokiego stanu relaksacyjnego, ograniczenie ruchu  prowadzi do poczucia odpuszczenia kontroli i głębokiego relaksu, a skupienie na doznaniach z ciała może działać jak praktyka medytacji somatycznej. Osoba związana może bez przeszkód oddać się chwili, może doświadczyć obecności i akceptacji „tu i teraz”
Shibari w wersji medytacyjnej znajduje zastosowanie m.in. w: 
- sesjach relaksacyjnych i warsztatach rozwoju osobistego,
- pracy z traumą (w niektórych nurtach terapii somatycznej),
- praktykach tantrycznych i duchowych.

Coraz więcej artystów i praktyków eksploruje shibari jako narzędzie autoterapii, pracy z oddechem i ciałem, tworząc warsztaty łączące techniki wiązania z jogą, medytacją i mindfulness.